# فرودگاه اولد کادونا
فرودگاه اولد کادونا (به انگلیسی: Old Kaduna Airport) یک فرودگاه نظامی است که یک باند فرود آسفالت دارد و طول باند آن ۲۶۲۵ متر است. این فرودگاه در شهر کادونا کشور نیجریه قرار دارد و در ارتفاع ۶۴۸ متری از سطح دریا واقع شده است.